# Quercus sessilifolia
Quercus sessilifolia — вид рослин з родини Букові (Fagaceae); поширений у Японії, Китаю, Тайвані, Таїланді. Етимологія: лат. sessilis — «сидячий», i — сполучна голосна, folius — «листя».

## Опис
Це невелике дерево, що досягає іноді 20 м заввишки; стовбур до 0.6 м у діаметрі. Листки 6–15 × 1.5–4 см, від довгасто-еліптичних до ланцетно-еліптичних, шкірясті; верхівка коротко загострена; основа тупа або клиноподібна; край цілий або з 3–4 зубцями до вершини; без волосся з обох боків, майже однотонні, серединна жилка вражена зверху; ніжка листка гола, довжиною 0.5–1 см. Маточкові суцвіття довжиною 1.5 см. Жолудь завдовжки 1.7–2.4 см, 0.8–1.5 см у діаметрі, від зворотнояйцюватого до еліпсоїдно-зворотнояйцюватого; чашечка тонка, ушир 1–1.5 см й охоплює горіх на 1/3, з 5–7 концентричними кільцями лусок; визріває 1 рік.
Період цвітіння: квітень — травень.

## Середовище проживання
Поширений у південній Японії, центральному й південному Китаю, Тайвані, Таїланді. Висота зростання: 1000–2600 м.

## Галерея

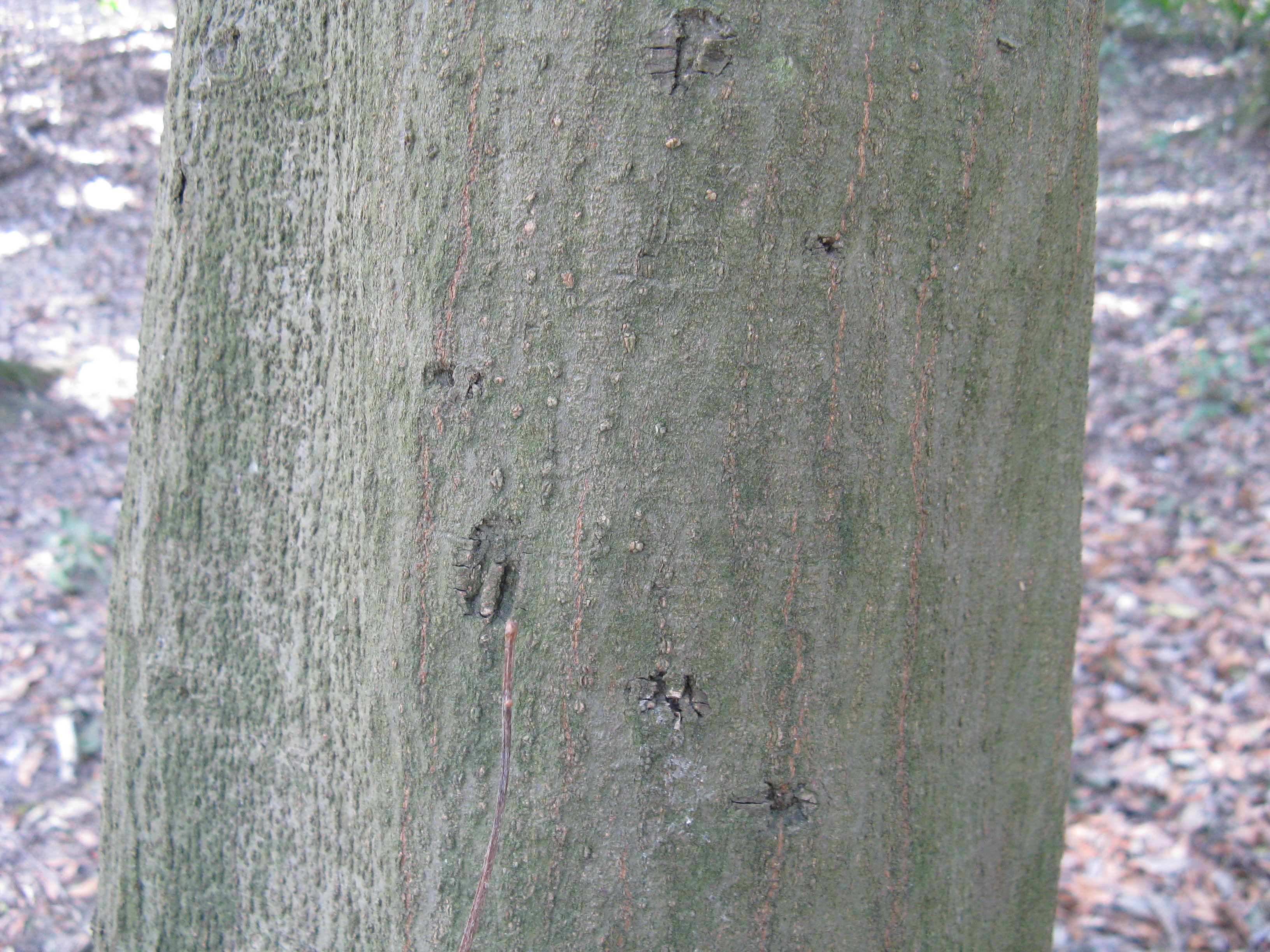
стовбур
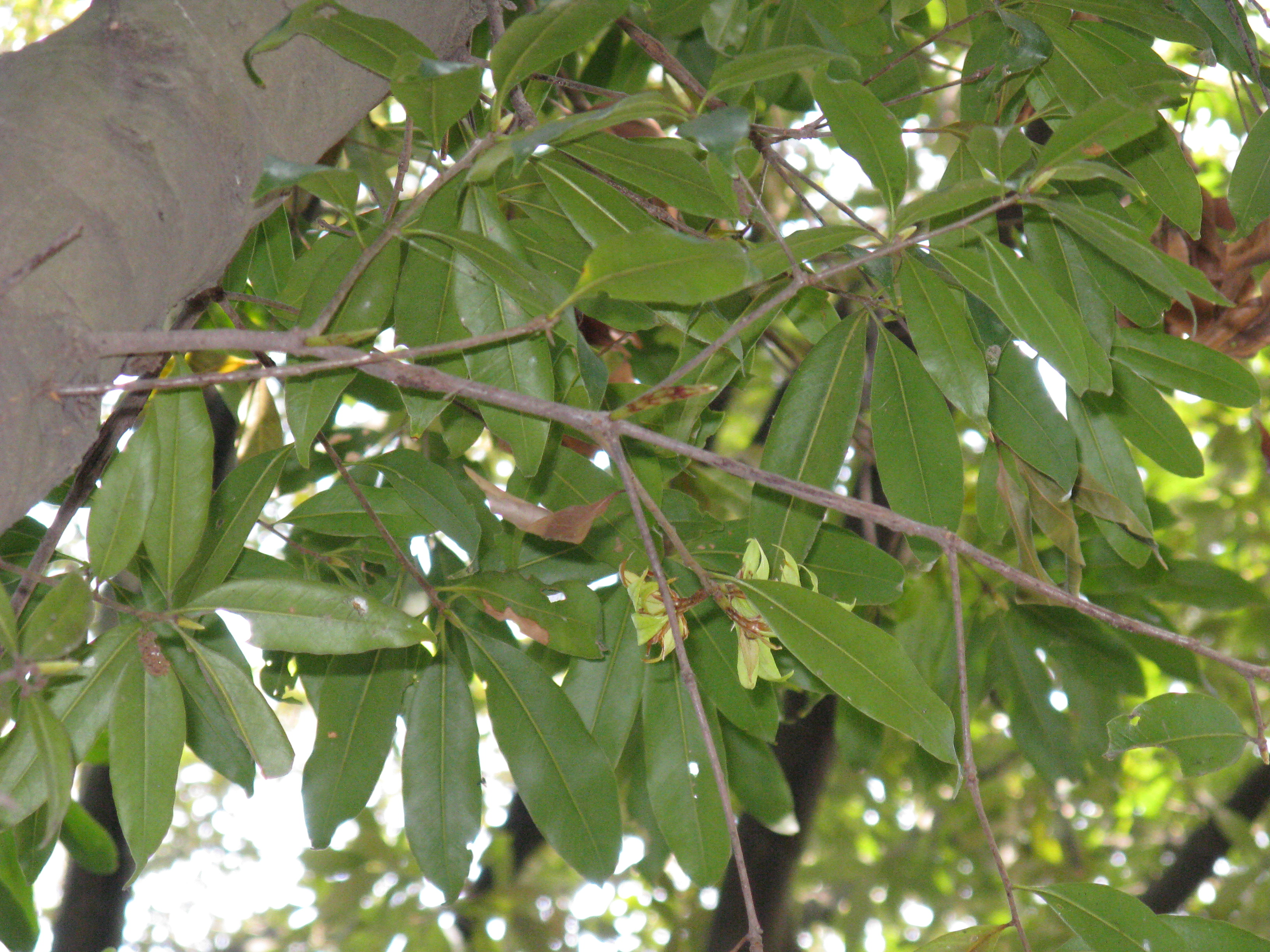
листки